# Salem (Montserrat)
Pour les articles homonymes, voir Salem.
Salem est la ville la plus peuplée de Montserrat, territoire britannique d'outre-mer. Elle se trouve près de Woodlands, Cork Hill et Old Towne, dans le nord de l'île.
Elle fut évacuée après les éruptions volcaniques de 1997 sur l'île, mais a depuis retrouvé ses habitants.

## Patrimoine culturel
- L'église Saint-Martin-de-Porrès.